# 三海蟾魚屬
三海蟾魚屬（学名：Triathalassothia），為輻鰭魚綱蟾魚目蟾魚科的其中一属。

## 下属物种
- 阿根廷三海蟾魚 Triathalassothia argentinus
- 蘭氏三海蟾魚 Triathalassothia lambaloti